# Modelo Hindmarsh-Rose
O modelo Hindmarsh–Rose é um modelo de atividade neuronal proposto por J. L. Hindmarsh e R. M. Rose em 1984 que tem como objetivo estudar o comportamento de rajada de disparos do potencial de membrana observado em experimentos feitos com um único neurônio.
A principal variável do modelo, {\displaystyle x(t)}, refere-se ao potencial de membrana, que assim como as demais variáveis, é descrito em unidades adimensionais. Além desta, o modelo apresenta mais duas variáveis, {\displaystyle y(t)} e {\displaystyle z(t)}, que levam em conta o transporte de íons através da membrana por meio de canais iônicos. O transporte de íons de sódio e potássio é feito por canais rápidos e a sua taxa é medida por {\displaystyle y(t)}, nomeada por variável de spiking. O transporte de outros íons, como o cálcio, é feito através de canais lentos, e é representado por {\displaystyle z(t)}, que recebe o nome de variável de rajada. O modelo apresenta oito parâmetros: {\displaystyle a}, {\displaystyle b}, {\displaystyle c}, {\displaystyle d}, {\displaystyle r}, {\displaystyle s}, {\displaystyle x_{R}} e {\displaystyle I}. Contudo, apenas {\displaystyle I} possui uma relação com algum fenômeno biológico, uma vez que pode ser compreendido como uma corrente injetada sobre o neurônio como estímulo externo.

Gráfico de com os parâmetros,,,,,,, e condições iniciais,,.

O modelo de Hindmarsh–Rose é o sistema com três equações diferenciais ordinárias não-lineares 
{\displaystyle {\begin{cases}{\dot {x}}(t)=-ax^{3}(t)+bx^{2}(t)+y(t)-z(t)+I\\{\dot {y}}(t)=c-dx^{2}(t)-y(t)\\{\dot {z}}(t)=r[s(x(t)-x_{R})-z(t)]\end{cases}}},
em que {\displaystyle {\dot {x}}(t)}, {\displaystyle {\dot {y}}(t)} e {\displaystyle {\dot {z}}(t)} representam, respectivamente, as primeiras derivadas temporais das variáveis {\displaystyle x(t)}, {\displaystyle y(t)} e {\displaystyle z(t)}.
As duas primeiras equações do modelo estão envolvidas com o comportamento de disparo. Sendo assim, os parâmetros {\displaystyle a}, {\displaystyle b}, {\displaystyle c}, {\displaystyle d} modelam o trabalho dos canais rápidos de íons. Geralmente esses parâmetros são fixados ao simular o modelo, caso sejam adotados os valores do artigo original, os valores são {\displaystyle a=1}, {\displaystyle b=3}, {\displaystyle c=1} e {\displaystyle d=5}. Dessa forma, pode-se adotar {\displaystyle I} como parâmetro de controle, o que significa que a corrente que entra no neurônio pode variar.
A terceira equação de estado permite uma grande variedade de comportamentos dinâmicos do potencial de membrana, descritos pela variável {\displaystyle x(t)}. Sua ação no modelo pode ser comparada ao processo de hiperpolarização pelo qual o potencial de membrana passa após gerar um disparo. O parâmetro {\displaystyle r}, dado que este é responsável pela demora dos canais lentos, normalmente assume valores pequenos da ordem de {\displaystyle 10^{-3}}. Com frequência, os parâmetros mantidos fixos são {\displaystyle s=4} e {\displaystyle x_{R}=-8/5}. Dessa forma, o modelo de Hindmarsh–Rose fornece uma boa descrição qualitativa dos muitos padrões diferentes que são observados empiricamente, incluindo um comportamento imprevisível conhecido como dinâmica caótica, de maneira relativamente simples.